# Le Fantôme du cavalier
Le Fantôme du cavalier — The Cavalier's Cup dans l'édition originale en anglais — est un roman policier et humoristique de John Dickson Carr publié sous le nom de « Carter Dickson » en 1953. Il met en scène Henry Merrivale dont c'est la dernière occurrence dans l'œuvre de l'auteur.
Le roman évoque, au sein d'une pièce close d'un manoir anglais, les déplacements inexplicables d'objets de valeur (une coupe et un sabre). S'agit-il des actes d'un fantôme ? Le policier Masters enquête et sollicite l’aide d'Henry Merrivale.

## Roman humoristique
Dans son encyclopédie John Dickson Carr : scribe du miracle. Inventaire d'une œuvre, éd. Encrage, 1997, page 49, Roland Lacourbe écrit notamment, au sujet du roman Le Barbier aveugle : 
« (…) Sans doute avec Le Fantôme du cavalier (1953), le roman le plus cocasse de John Dickson Carr. (…) »
Dans le même ouvrage, Lacourbe précise encore :
« (…) C'est avant tout un livre bourré d'humour, peut-être le plus drôle de son auteur. Cela commence par la description de la nouvelle lubie de sir Henry qui a décidé de prendre des cours de chant en compagnie du Maître Luigi Ravioli. S'ensuit une série de scènes cocasses au cours desquelles Masters, en compagnie de lady Virginia, se voit royalement accorder quelques brefs instants d'entretien entre deux répétitions. (…) Même si l'on peut estimer que la farce prend trop nettement le pas sur l'intrigue, Le Fantôme du cavalier constitue un très convenable baisser de rideau sur la saga superbe de sir Henry Merrivale. (…) »

## Principaux personnages

### Les enquêteurs
- Henry Merrivale.
- Humphrey Masters : inspecteur-chef à Scotland Yard.

### Suspects et témoins
- Famille Brace
  - Lord Tom Brace : propriétaire du manoir Old Telford Hall ; époux de lady Virginia.
  - Lady Virginia Brace-Harvey : propriétaire du manoir Old Telford Hall ; épouse de lord Tom ; elle est d'origine américaine.
  - Tommy Brace : fils de 8 ans des époux Brace.
- William T. Harvey : père américain de lady Virginia Brace ; il est membre du Congrès.
- Elaine Cheeseman : membre de la petite bourgeoisie britannique.
- Thorne : habile faussaire connu de la police.
- Jennings : maître d'hôtel des époux Brace.

## Résumé

### Mise en place de l'intrigue
À Scotland Yard, l'inspecteur-chef Humphrey Masters reçoit une visite inhabituelle : lady Virginia Brace le consulte à propos d'un vol qui n'a pas eu lieu. Plus précisément, elle explique que la « Coupe du cavalier », objet de grande valeur serti de pierreries, fut jadis fabriquée en hommage au cavalier Bying Rawdon qui, après des exploits guerriers, est venu mourir au manoir Old Telford Hall dont elle est propriétaire avec son époux. Il avait gravé avec le chaton de sa bague une inscription sur une vitre-miroir d'une pièce historique de la maisonnée.
Habituellement protégée dans le coffre d'une banque, la « Coupe du cavalier » est exposée pendant quelques jours dans le manoir. Les époux Brace craignant que des cambrioleurs s'en emparent, ils l'ont enfermée dans un petit coffre placé dans la Chambre du cavalier, la porte fermée par deux verrous. Lord Brace avait même dormi dans la pièce. Or le lendemain matin, le coffre était ouvert et, si la coupe était toujours présente, elle était désormais posée sur une table.
Pour rassurer les époux Brace, l'inspecteur-chef Humphrey Masters accepte de passer une nuit dans la Chambre du cavalier afin de veiller sur la Coupe. L'unique fenêtre sera occultée et la pièce sera fermée à clef, si bien que nul ne pourra y pénétrer. Masters soupçonne tout simplement lord Brace d'avoir été sujet à une crise de somnanbulisme.

### L'enquête
Dans la nuit, Masters s'endort et, se réveillant à deux heures du matin, constate que la Coupe du cavalier a été déplacée de l'armoire vitrée dans laquelle elle était posée sur une autre table, de l'autre côté de la pièce. De même, le sabre du cavalier Bying Rawdon, exposé en dehors de la pièce close, y a été mis, à quelques centimètres de l’endroit où Masters était endormi.
Ce qui était arrivé pour Brace est donc arrivé aussi à Masters, qui sollicite l'aide de sir Henry Merrivale.
Ils enquêtent donc dans la propriété, ne doutant pas un instant qu'il n'existe pas de fantôme et que ces étranges événements sont explicables rationnellement.
L'enquête est entrecoupée par la nouvelle activité de sir Henry Merrivale qui a décidé de prendre des cours de chant en compagnie du Maître Luigi Ravioli.

### Dénouement et révélations finales
L'invité des Brace, William Harvey, ne souhaitait pas voler la Coupe du cavalier, mais dérober la vitre sur laquelle avait été gravé l'inscription de Bying Rawdon. Le déplacement de la Coupe du cavalier était destiné à détourner l'attention des Brace de son véritable but. Il avait d'abord endormi lord Brace grâce à une drogue, puis il avait descellé la vitre sertie de plomb avec une lampe à souder. Il s'est introduit dans la chambre en ouvrant la fenêtre. Il avait fait de même avec Masters. Il avait remplacé la vitre portant la précieuse inscription par une autre vitre, réalisée par Thorne (habile faussaire connu de la police) qui travaille aussi au manoir sous l'identité de Jennings en qualité de maître d'hôtel.
Tombé amoureux de miss Cheeseman durant son séjour, Harvey a désormais renoncé à son projet. Sir Merrivale accepte de garder son secret.

## Autour du roman
C'est l'une des rares fois où John Dickson Carr fait intervenir un enfant dans l'un de ses romans.

## Sources bibliographiques
- Roland Lacourbe, John Dickson Carr : scribe du miracle. Inventaire d'une œuvre, Amiens, éd. Encrage, 1997, pages 91 et 314.